# Liste der Vorsitzenden der Werchowna Rada
Die Liste der Vorsitzenden der Werchowna Rada beinhaltet die Vorsitzenden des Parlamentes der Ukraine (inoffizieller Name: Parlamentspräsident), der Werchowna Rada (ukrainisch Верховна Рада „Oberster Rat“, vor 1991 auch „Oberster Sowjet“), seit der ersten Sitzung der Werchowna Rada der Ukrainischen Sozialistischen Sowjetrepublik 1938.

## Vorsitzende des Obersten Sowjets der Ukrainischen SSR
| Vorsitzende der Werchowna Rada der Ukrainischen SSR | Vorsitzende der Werchowna Rada der Ukrainischen SSR | Vorsitzende der Werchowna Rada der Ukrainischen SSR | Vorsitzende der Werchowna Rada der Ukrainischen SSR | Vorsitzende der Werchowna Rada der Ukrainischen SSR | Vorsitzende der Werchowna Rada der Ukrainischen SSR | Vorsitzende der Werchowna Rada der Ukrainischen SSR | Vorsitzende der Werchowna Rada der Ukrainischen SSR |
| #                                                   | Bild                                                | Name                                                | kyrillische Schreibweise                            | Lebensdaten                                         | Amtsantritt                                         | Amtsende                                            | Partei                                              |
| --------------------------------------------------- | --------------------------------------------------- | --------------------------------------------------- | --------------------------------------------------- | --------------------------------------------------- | --------------------------------------------------- | --------------------------------------------------- | --------------------------------------------------- |
| 1                                                   |                                                     | Michail Alexejewitsch Burmistenko                   | Михаил Алексеевич Бурмистенко                       | 1902–1941                                           | 25. Juli 1938                                       | 9. September 1941                                   | Kommunistische Partei der Ukraine (KPU)             |
| 2                                                   |                                                     | Oleksandr Kornijtschuk                              | Олександр Євдокимович Корнійчук                     | 1905–1972                                           | 1947                                                | 1953                                                | KPU                                                 |
| 3                                                   |                                                     | Pawlo Tytschyna                                     | Павло Григорович Тичина                             | 1891–1967                                           | 1953                                                | 1959                                                | KPU                                                 |
| 4                                                   |                                                     | Oleksandr Kornijtschuk                              | Олександр Євдокимович Корнійчук                     | 1905–1972                                           | 1959                                                | 1972                                                | KPU                                                 |
| 5                                                   |                                                     | Mychajlo Bilyj                                      | Михайло Улянович Білий                              | 1922–2001                                           | 1972                                                | 1980                                                | KPU                                                 |
| 6                                                   |                                                     | Kostjantyn Sytnyk                                   | Костянтин Меркурійович Ситник                       | 1926–2017                                           | 1980                                                | 1985                                                | KPU                                                 |
| 7                                                   |                                                     | Platon Kostjuk                                      | Платон Григорович Костюк                            | 1924–2010                                           | 1985                                                | 1990                                                | KPU                                                 |
| 8                                                   |                                                     | Wolodymyr Iwaschko                                  | Володимир Антонович Івашко                          | 1932–1994                                           | 1990                                                | 1990                                                | KPU                                                 |
| 9                                                   |                                                     | Leonid Krawtschuk                                   | Леонід Макарович Кравчук                            | 1934–                                               | 1990                                                | 1991                                                | KPU                                                 |

## Vorsitzende der Werchowna Rada der Ukraine
| Vorsitzende der Werchowna Rada der Ukraine | Vorsitzende der Werchowna Rada der Ukraine | Vorsitzende der Werchowna Rada der Ukraine | Vorsitzende der Werchowna Rada der Ukraine | Vorsitzende der Werchowna Rada der Ukraine | Vorsitzende der Werchowna Rada der Ukraine | Vorsitzende der Werchowna Rada der Ukraine | Vorsitzende der Werchowna Rada der Ukraine   |
| #                                          | Bild                                       | Name                                       | kyrillische Schreibweise                   | Lebensdaten                                | Amtsantritt                                | Amtsende                                   | Partei                                       |
| ------------------------------------------ | ------------------------------------------ | ------------------------------------------ | ------------------------------------------ | ------------------------------------------ | ------------------------------------------ | ------------------------------------------ | -------------------------------------------- |
| 1                                          |                                            | Leonid Krawtschuk                          | Леонід Макарович Кравчук                   | 1934–                                      | 24. August 1991                            | 5. Dezember 1991                           | KPU                                          |
| 2                                          |                                            | Iwan Pljuschtsch                           | Іван Степанович Плющ                       | 1941–2014                                  | 5. Dezember 1991                           | 17. Mai 1994                               | parteilos                                    |
| 3                                          |                                            | Oleksandr Moros                            | Олександр Олександрович Мороз              | 1944–                                      | 18. Mai 1994                               | 14. April 1998                             | Sozialistische Partei der Ukraine (SPU)      |
| 4                                          |                                            | Oleksandr Tkatschenko                      | Олександр Миколайович Ткаченко             | 1939–2024                                  | 7. Juli 1998                               | 1. Februar 2000                            | KPU                                          |
| 5                                          |                                            | Iwan Pljuschtsch                           | Іван Степанович Плющ                       | 1941–2014                                  | 1. Februar 2000                            | 14. Mai 2002                               | Volksdemokratische Partei (VDP)              |
| 6                                          |                                            | Wolodymyr Lytwyn                           | Володимир Михайлович Литвин                | 1956–                                      | 28. Mai 2002                               | 25. Mai 2006                               | Für eine vereinte Ukraine! (FVU)             |
| 7                                          |                                            | Oleksandr Moros                            | Олександр Олександрович Мороз              | 1944–                                      | 6. Juli 2006                               | 23. November 2007                          | SPU                                          |
| 8                                          |                                            | Arsenij Jazenjuk                           | Арсеній Петрович Яценюк                    | 1974–                                      | 4. Dezember 2007                           | 12. November 2008                          | Blok Juliji Tymoschenko (BJuT)               |
| 9                                          |                                            | Wolodymyr Lytwyn                           | Володимир Михайлович Литвин                | 1956–                                      | 9. Dezember 2008                           | 12. Dezember 2012                          | Volkspartei (VP (BL))                        |
| 10                                         |                                            | Wolodymyr Rybak                            | Володимир Васильович Рибак                 | 1946–                                      | 13. Dezember 2012                          | 22. Februar 2014                           | Partei der Regionen (PR)                     |
| 11                                         |                                            | Oleksandr Turtschynow                      | Олександр Валентинович Турчинов            | 1964–                                      | 22. Februar 2014                           | 27. November 2014                          | Allukrainische Vereinigung „Vaterland“ (AVV) |
| 12                                         |                                            | Wolodymyr Hrojsman                         | Володимир Борисович Гройсман               | 1978–                                      | 27. November 2014                          | 14. April 2016                             | Block Petro Poroschenko (BPP)                |
| 13                                         |                                            | Andrij Parubij                             | Андрій Володимирович Парубій               | 1971–                                      | 14. April 2016                             | 29. August 2019                            | Volksfront (VP)                              |
| 14                                         |                                            | Dmytro Rasumkow                            | Дмитро Олександрович Разумков              | 1983–                                      | 29. August 2019                            |                                            | Sluha narodu                                 |